# Antillai gyümölcsdenevérek
Az antillai gyümölcsdenevérek (Brachyphyllinae) az emlősök (Mammalia) osztályának a denevérek (Chiroptera) rendjébe, ezen belül a kis denevérek (Microchiroptera) alrendjébe és a hártyásorrú denevérek (Phyllostomidae) családjába tartozó alcsalád.

## Rendszerezés
Az alcsalád mindössze 1 nemet és 2 fajt tartalmaz:
- Brachyphylla
  - kubai gyümölcsdenevér (Brachyphylla nana)
  - antillai gyümölcsdenevér (Brachyphylla cavernarum) típusfaj

### Kubai gyümölcsdenevér
A kubai gyümölcsdenevér (Brachyphylla nana) a Kajmán-szigetek, Kuba, a Dominikai Köztársaság és Haiti területén honos. Egykor előfordult a Bahama-szigeteken és Jamaicában. Testtömege 45 gramm alatt van. Tápláléka virágpor, magvak gyümölcsök, nektár és rovarok.

### Antillai gyümölcsdenevér
Az antillai gyümölcsdenevér (Brachyphylla cavernarum) megtalálható Puerto Ricóban és a Kis-Antillák szigetein. Testhossza 65 - 118 milliméter. Az alkarhossza 51 - 69 milliméter. Testtömege 45 gramm. Tápláléka virágpor, gyümölcsök, nektár, valamint rovarok.